# トマトスープ (漫画家)
トマトスープは、日本の漫画家。女性。中世から近世の世界史をテーマとした歴史漫画を制作。

## 経歴
群馬県甘楽町出身。多摩美術大学卒業。専攻は銅版画。
ペンネームは、ペン立てに使っていたのがたまたまトマトスープの空き缶だったことに由来する。
2013年ごろから、学生生活と並行して、ネット上で「歴史創作」ジャンルの同人作家として活動。
2019年、社会人生活を経て、出版社へ持ち込みをし『ダンピアのおいしい冒険』で商業デビュー。

## 作風
『ダンピアのおいしい冒険』は17世紀英国のウィリアム・ダンピア、『天幕のジャードゥーガル』は13世紀モンゴル帝国のファーティマ・ハトゥン、『奸臣スムバト』は13世紀モンゴルのジョージア侵攻を題材にしている。
歴史考証は自身で行っており、国会図書館から取り寄せた論文や、英語文献、海外から輸入した資料も参照している。同人仲間とのオフ会も兼ねて、中近東文化センター、日本・モンゴル民族博物館などの見学もしている。商業作品では単に歴史を描くだけでなく、普遍的なテーマ性も込めている。
残酷な場面が多い歴史を、あえて4、5頭身のデフォルメしたキャラクターで描くことにより、残酷さを中和しつつ情緒を引き立てている。
九井諒子『ダンジョン飯』、水木しげる、版画家の浜田知明などに影響を受けている。

## 受賞
- 『ダンピアのおいしい冒険』 - 「このマンガがすごい! 2021」オトコ編 第6位[2]
- 『天幕のジャードゥーガル』 - 「このマンガがすごい! 2023」オンナ編 第1位[2]、「マンガ大賞 2023」第5位[2]

## 作品リスト

### 漫画作品
- 『ダンピアのおいしい冒険』イースト・プレス、全6巻（『マトグロッソ』2019年4月[2] - 2023年6月）
- 『天幕のジャードゥーガル』秋田書店〈ボニータコミックス〉既刊5巻（『Souffle』2021年9月25日 - 連載中）
- 『奸臣スムバト』新書館〈ウィングス・コミックス〉既刊1巻（『WINGS』2023年8月 - 連載中[2]）
  1. 2024年12月26日発売[10]、ISBN 978-4-403-62385-1

### その他
- 斜陽の国のルスダン（著：並木陽、星海社FICTIONS、2022年） - イラスト担当。初出は2016年に銅のケトル社より出版された同人誌。